# 杉谷 (君津市)
杉谷（すぎやつ）は、千葉県君津市の地名。丁番を持たない単独町名で、郵便番号は299-1135。

## 地理
市内西部、小糸川支流の江川流域に位置する。地内は江川左岸に集落があり、北東側は江川両岸に水田が広がり、南西側は山林になっている。
北で八幡、東から南にかけて郡、西で新御堂・貞元とそれぞれ接するほか、東端で常代ともわずかに接する（いずれも君津市）。

### 河川
- 江川

## 歴史
戦国時代にはすでに「上総国杉谷村」の名が見える。

### 沿革
- 江戸時代 - 周淮郡杉谷村成立。当初は幕府・飯野藩および旗本土屋氏・飯室氏・久保氏の相給、後に幕府・飯野藩・旗本土屋氏の相給および与力給知。
- 1873年（明治6年） - 杉谷村、千葉県に所属。
- 1889年（明治22年）4月1日 - 町村制施行により周淮郡貞元村（2代目）大字杉谷となる。
- 1897年（明治30年）4月1日 - 貞元村、郡統合により君津郡所属となる。
- 1954年（昭和29年）3月31日 - 貞元村と君津町（初代）・周南村が合併し君津郡君津町（2代目）が成立、同町の大字となる。
- 1971年（昭和46年）9月1日 - 君津町が市制施行し、君津市となる。
- 2001年（平成13年）12月1日 - 一部で住居表示実施[4]、常代1丁目および郡1丁目・2丁目に編入[要出典]。

## 世帯数と人口
2017年（平成29年）10月31日現在の世帯数と人口は以下の通りである。
| 大字 | 世帯数 | 人口  |
| ---- | ------ | ----- |
| 杉谷 | 60世帯 | 102人 |

## 小・中学校の学区
市立小・中学校に通う場合、学区は以下の通りとなる。
| 番地 | 小学校             | 中学校             |
| ---- | ------------------ | ------------------ |
| 全域 | 君津市立貞元小学校 | 君津市立君津中学校 |

## 交通
地内を通る鉄道路線・国道・県道はない。最寄駅は内房線君津駅。

### バス
- 君津市コミュニティバス
  - 小糸川循環線 君津グラウンドゴルフ場 - 常代5丁目 - 新御堂入口 - 君津駅南口 - 君津市役所 - 君津バスターミナル - 常代5丁目 - 君津グラウンドゴルフ場（循環ルート）

## 施設
- 杉谷公会堂
- 杉谷橋 - 江川を渡る橋。

公立小学校の学区は全域で君津市立貞元小学校、公立中学校は君津市立君津中学校。